# Angel Tales
Angel Tales (яп. おとぎストーリー 天使のしっぽ Otogi Story Tenshi no Shippo) — Оригинальный аниме-сериал, созданный совместно компаниями Wonderfarm и Tōkyō Kids. Сериал впервые транслировался по телеканалу WOWOW с 4 октября по 20 декабря 2001 года .Также транслировался на территории 
Юго-Восточной Азии, Дальнего востока и Южной Азии на Английском и других языках.
Есть также игра для PlayStation названная тем же названием, выпущенная компанией Bandai Games.

## Сюжет
Главному герою Горо Муцуми не везёт буквально во всём, со школой, работой, и даже девушками. Пока он не встречает гадалку, которая предсказывает ему роковые встречи с красотками и добавляет заклинание на его телефон, чтобы к нему могли являться ангелы-телохранители. Но Горо ей не верит и уходит. Но дома его ожидают три девушки, которые объявляют, что теперь будут его ангелами-хранителями. Они одни из двенадцати умерших питомцев Горо, которые погибли из-за его неудачи и теперь снова вернулись на Землю. Сам Горо не верит, что они были его питомцами. Вскоре к нему прибывают все 12 ангелов-хранителей, каждая хочет завоевать сердце Горо. Но у них также остался страх, которые они должны преодолеть, и  научиться жить друг с другом.
Однако эти девочки не единственные, кто когда-то умер из-за Горо. В течение сериала будут появляться люди, пытающиеся помешать совместной жизни Горо и ангелов. Самим ангелам предстоит защищать Горо не только от его неудачи но и от разных злоумышленников.

## Список персонажей
Горо Муцуми (яп. 睦 悟郎) — Главный герой первого и второго сезона. Очень невезучий парень, который плошает буквально во всём. К нему прибывают 12 ангелов-хранителей и защищают его. Во втором сезоне Горо работает ветеринаром и лечит животных, но лишается работы, однако продолжает помогать животным и своим ангелам.
Сэйю: Хисаёси Суганума
Змейка Юки (яп. ユキ) — 18 лет (19 лет 2 сезон) Юки - очень сильная и спокойная девушка. Она, как правило, даёт полезные советы, когда её призывают. Она как бы является «мамой» для младших ангелов. Мика же, когда ругается с ней, называет её «мамашей». В прошлой жизни была белой змеёй. Юки - невеста Адзуры Драгон. Во втором сезоне Юки становится богиней и присматривает за мировыми часами, животными и Горо. Будучи богиней, она стала гораздо могущественнее. В этом сезоне она заменяет предыдущую богиню, которая нарушила одно из своих правил. В прошлой жизни сгорела заживо и поэтому страшно боится огня.
Сэйю: Кёко Хиками
Кролик Мика (яп. ミカ) — 17 лет (18 лет 2 сезон) Мика - весёлая и гиперактивная девушка. Очень любит хулиганить и из-за её выходок получает часто от Ауми и Аканэ (по японским поверьям кролики соперничают с черепахами и лисицами). Когда-то была кроликом и умерла от одиночества, из-за чего, вероятно, требует к себе много общения и внимания. Её имя это отсылка к японскому мифу о лунном кролике.
Сэйю: Юкана Ногами
Черепашка Аюми (яп. アユミ) — 16 лет (17 лет 2 сезон) Аюми была черепашкой в своей прошлой жизни. Она всегда слишком много думает и поэтому медленно принимает решения. Носит зелёный берет, который символизирует панцирь черепахи в прошлой жизни. Аюми - невеста Сина, чёрной черепахи (Гэнбу), который питает сильные любовные чувства к ней и не раз рисковал своей жизнью, чтобы спасти её. Аюми часто ругает Мику и часто спорит с ней. Была раздавлена насмерть в прошлой жизни, поэтому теперь она боится темноты и маленьких помещений.
Сэйю: Аяко Кавасуми
Золотая рыбка Ран (яп. ラン) — 15 лет (16 лет 2 сезон) Ран - спокойная и заботливая девушка. Несмотря на то, что была рыбкой, боится воды. Умерла от того, что когда хозяин был в отпуске, устройство для циркуляции кислорода остановилось, и рыбка умерла от удушья. Её имя означает "орхидея". Большинство времени появляется в рекламных шоу. Она влюблена в Горо и всё время пытается завоевать его сердце. Ран также одна из трёх первых ангелов, которая появилась в сериале.
Сэйю: Риэ Танака
Попугайчик Цубаса (яп. ツバサ) — 14 лет (15 лет 2 сезон) Цубаса была попугаем в прошлой жизни. Когда - то сломала крыло и была спасена Горо, который ухаживал за ней. Она боится высоты, так как после того, как крыло зажило, Цубаса хотела продемонстрировать свой полёт, но не справилась, упала из окна и разбилась насмерть. Цубаса питает любовные чувства к Горо и часто злится на Рэя, красного феникса (Судзаку), который влюблен в неё. Её имя означает "крыло". Во втором сезоне Цубаса становится более женственной и сильной и всё ещё стремится быть ближе к Горо.
Сэйю: Сакура Ногава
Хомячок Куруми (яп. クルミ) — 13 лет (14 лет 2 сезон) Куруми была хомячком в прошлой жизни. Однажды она сбежала из клетки и вышла на свободу, однако заблудилась и умерла от голода, и теперь она боится голода. Её имя означает "грецкий орех". Она любит много есть, чтобы оставаться всегда сытой. Часто в конце предложения говорит «Нано». Куруми одна из трёх ангелов, которая появилась в начале сериала.
Сэйю: Маяко Ниго
Лисичка Аканэ (яп. アカネ) — 12 лет (13 лет 2 сезон) Аканэ - очень замкнутая девушка, но на самом деле очень тёплая и дружелюбная. Несмотря на возраст выглядит довольно зрелой, но очень боится собак, так как в прошлой жизни на неё и её семью напала стая собак. Её же почти сразу застрелил охотник. Её имя означает «красная краска». Влюблена в Горо.
Сэйю: Саэко Тиба
Енот Мидори (яп. ミドリ) — 11 лет (12 лет 2 сезон) Мидори часто находится рядом с Аканэ и работает в магазине Удон, который является ссылкой на японскую мифологию. В своей прошлой жизни она умерла от пищевого отравления, теперь она очень придирчиво относится ко всей еде. Её имя означает "зеленый цвет".
Сэйю: Акико Кобаяси
Кошечка Тамами (яп. タマミ) — 10 лет (11 лет 2 сезон)Танми представляет собой стереотипную девушку-кошку. Она гиперактивна и может легко лазить по стенам и деревьям. Её жених — Гай, Белый тигр (Буякко). Хотя он утверждает, что она слишком молода для отношений, он всегда защищает её и помогает в сложных ситуациях. У Тамами есть способность к бизнесу. Её имя означает "красивый драгоценный камень". Любит дремать на травянистой местности, боится страшно машин, так как попала под колёса и скоропостижно умерла. Имеет кошачьи ушки.
Сэйю: Тиаки Осава
Обезьянка Момо (яп. モモ) — 9 лет (10 лет 2 сезон) Очень стеснительная, так как в прошлой жизни была обезьяной. Момо — технофоб, так как при жизни из-за большого любопытства получила электрический разряд и умерла. Она влюблена в местного мальчика по имени Дайсукэ, который тоже влюблён в неё. Её имя означает "персик". Во втором сезоне у неё просыпаются чувства к Горо. Момо часто уединяется, когда занимается чем то, однако она постепенно развивает смелость и уверенность в себе, и признаётся в любви Горо.
Сэйю: Ая Хирано
Собачка Нана (яп. ナナ) — 8 лет (9 лет 2 сезон) Девочка — сорванец и очень гиперактивная, как в своей прошлой жизни. Она любит гулять и всё время теряется. Её имя означает "вид". Когда была собакой, умерла от боли.
Сэйю: Сидзука Хасэгава
Лягушонок Руру (яп. ルル) — 7 лет (8 лет 2 сезон)Руру - самая младшая из 12 ангелов и довольно избалованная девочка. Руру умерла от холода и теперь боится холодных вещей. Своим испорченным поведением сильно раздражает Гоу и Гай, однако слушается Горо. Её имя означает "жемчужина".
Сэйю: Мэй Симидзу

## Список серий
Angel Tales
1. An Unforgettable Bond
2. I'm Not Afraid of My Trauma
3. Let Me Help You, Master
4. I Can't Bear a Goodbye
5. Please Remember, Master
6. The Master of the Soba Restaurant
7. The Elementary School for Small Angels
8. A Dangerous Part-Time Job?
9. Feelings That Have Started to Sprout
10. I Will Protect You Even if it Means Sacrificing Myself!
11. Separation Always Occurs Suddenly
12. Master, We Love You!
13. The Unforgettable Someone
Angel Tales 2
01 (1-2). One Year later ...!/Welcome home! (26 мин)
02 (3-4). Pinch! / Thank you! (25 мин)
03 (5). Beginnings / the introduction of the guardian angels! (omake 1) (26 мин)
04 (6). Uncertainty (25 мин)
05 (7-8). The Angel's Singing Voice / The Guardian Angel's Commandment (51 мин)
06 (9-10). What Does "I Have a Dream" Mean? / Reunion (25 мин)
07 (11). The Feather of Gentle Love (24 мин)

## Музыка
Начало
- Tenshi no Shippo исполнитель: P.E.T.S

Концовка
- One Drop исполнитель: Сакура Ногава